# قاعدة تشلي الجوية
قاعدة تشلي الجوية (بالتركية: Çiğli Hava Üssü)‏ هي مطار عسكري بالقرب من تشلي، منطقة حضرية في مدينة إزمير في مقاطعة إزمير، تركيا.
كان بمثابة مطار إزمير حتى افتتاح مطار عدنان مندريس، الواقع جنوب منطقة العاصمة.

## المرافق
يقع المطار على ارتفاع 16 قدمًا (5 أمتار) فوق مستوى سطح البحر. لها مدرج واحد مخصص 17/35 مع سطح إسفلتي بقياس 2993 × 45 مترًا (9820 قدمًا × 148 قدمًا).

## الروابط الخارجية
- حالة الطقس في قاعدة تشلي الجوية.
- تاريخ الحوادث لـ (IGL) على شبكة سلامة الطيران.